# Удружење индустрије рачунарске технологије
Удружење индустрије рачунарске технологије (CompTIA) је америчко непрофитно трговачко удружење, које издаје професионалне сертификате за индустрију информационих технологија (ИТ).
Сматра се једним од водећих трговинских удружења у ИТ индустрији. Са седиштем у Довнерс Гроуву, Илиноис, CompTIA издаје професионалне сертификате неутралне према добављачима у преко 120 земаља. Организација годишње објављује преко 50 индустријских студија како би пратила трендове и промене у индустрији. Преко 2,2 милиона људи је стекло CompTIA сертификате од оснивања удружења.

## Историја
CompTIA је основана 1982. године као Удружење бољих трговаца рачунарима (ABCD). ABCD је касније променио име у Удружење индустрије рачунарске технологије. 2010. године COMPTIA се преселила у своје светско седиште у Даунерс Гроуву, Илиноис. Зграда је пројектована да испуни стандарде LEED CI сертификације. 
Портал CompTIA прешао је на хибридну верзију модела отвореног приступа у априлу 2014. са ексклузивним садржајем за чланове који плаћају чланарину. Овај потез проширио је домет организације да ангажује шири, разноврснији скуп чланова и у року од годину дана чланство CompTIA-е је порасло са 2.050 чланова на више од 50.000 у 2015. години. До краја 2016. године, организација је имала више од 100.000 чланова широм света.
CompTIA је покренула Dream IT програм 2014. како би обезбедила ресурсе за девојке и жене у Сједињеним Државама заинтересованим за ИТ индустрију. У октобру 2015. програм је проширен на УК.
”Skillsboost”, CompTIA-ин онлајн ресурс за школе, покренут је у јуну 2015. Садржао је ресурсе за ученике, родитеље и наставнике да промовишу важност компјутерских вештина. CompTIA је одржала свој први годишњи ChannelCon Вендор Самит 2015. Самит Вендора је ексклузиван за људе који присуствују ChannelCon-у, главној конференцији у индустрији за сарадњу, образовање и умрежавање. Он се бави питањима унутар ИТ индустрије.
У јануару 2017. CompTIA је покренула ИТ професионалну асоцијацију засновану на аквизицији Удружења професионалаца информационих технологија.

## Ознаке поверења
CompTIA нуди жигове поверења предузећима за сертификацију њихових безбедносних могућности и акредитива.
CompTIA Security Trustmark+ је заснован на NIST SyberSecurity Framework-у и показује усклађеност са кључним индустријским прописима као што су PCI-DSS,SSAE-16, HIPAA и други који се ослањају на NIST оквир. Заснован је на процени безбедносних политика, процедура и операција треће стране.
CompTIA је понудила додатне ознаке поверења, ознаку поверења за управљане услуге и ознаку поверења за управљано штампање, које су повучене 30. септембра 2021. године.

## Сертификати
CompTIA администрира своје испите за сертификацију неутралних добављача преко Pearson VUE центара за тестирање. (Напомена: За А+ до CASP + може се обновити или продужити њихов сертификат задовољавањем у овим случајевима 20 до 75 CEU-а, познатих као „Јединице за континуирано образовање“, током трогодишњег периода.)

### Основни сертификати
CompTIA Fundamentals+ сертификат покрива основне ИТ концепте, основну ИТ писменост и терминологију и концепте ИТ индустрије. Сматра се првим кораком ка А+ сертификацији.
CompTIA такође нуди сертификацију Cloud Essentials као пут до својих Cloud + акредитива.

### Сертификати професионалног нивоа
Логотип CompTIA А+
Network+ логотип који се користи за сертификоване програме, радионице, извођаче радова и техничаре
А+: стекао акредитацију од Америчког националног института за стандарде (ANSI) 2008. године. А+ сертификат представља почетну компетенцију рачунарског техничара и неутралан је сертификат који покрива различите технологије и оперативне системе. До 2014. године, преко милион људи широм света је стекло А+ сертификат. Сертификација истиче 3 године након добијања. Сертификација пре 1. јануара 2011. сматра се доживотном (GFL) и не истиче.
Cloud+: објављен у октобру 2013. укључујући рачунарство у облаку и виртуелизацију. Акредитован је од стране ANSI-ја и одговара DOD 8570 стандардима. Истиче за 3 године.
CiSA+: аналитичар сајбер безбедности; објављено у фебруару 2017. Сертификација се фокусира на алате за откривање сајбер претњи и анализу за идентификацију рањивости и ризика. CSA + је акредитован од ANSI . У јануару 2018. сертификат је преименован из CSA+ у CiSA+ због проблема са заштитним знаком. Истиче за 3 године.
Linux+: Један испит познат као KSKO-004 који се може обновити кроз CE програм, сертификација покрива Linux оперативне системе, од њихове инсталације и употребе до основа применљивог слободног софтвера и лиценци отвореног кода. Раније је био дводелни испит LKS0-103 и LKS0-104 у партнерству са Linux Professional Institut.
Network+: акредитован од ANSI 2008. године. Сертификација почетног нивоа се користи за мерење вештине мрежног техничара. Истиче за 3 године. Сертификација пре 1. јануара 2011. сматра се "добром за живот" (GFL) и требало би да се обнавља сваке три године; међутим, одређена количина документованих сати намењених коришћењу сертификата ће аутоматски обновити сертификат. Сертификати без истека, издати пре 2011. године, званично се називају Good-for-Life, а добијање ажуриранијег сертификата (и који може да истекне) не замењује сертификат Good-for-Life – професионалац може имати обоје.